# The American Scholar

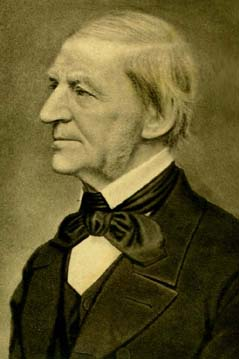
Ralph Waldo Emerson

The American Scholar ist eine Rede, die Ralph Waldo Emerson am 31. August 1837 vor der Phi Beta Kappa Society in Cambridge, Massachusetts gehalten hat. Er war eingeladen worden, über sein neues Werk Nature zu sprechen, das ein Jahr zuvor veröffentlicht worden war und in dem er der heranwachsenden Gesellschaft Amerikas einen neuen Blick auf die Welt eröffnete. Sechzig Jahre nach der Unabhängigkeitserklärung war die amerikanische Kultur der europäischen immer noch stark verpflichtet, und Emerson bot wahrscheinlich zum ersten Mal in der Geschichte des Landes einen visionären philosophischen Rahmen an, um dem Druck zu entkommen und eine neue, eigene amerikanische Identität herauszubilden.

## Zusammenfassung
Emerson bezieht sich auf transzendentalistische und romantische Positionen, um seine Position zu vermitteln und die wahre Beziehung eines amerikanischen Gelehrten zur Natur zu erklären. Einige Schlüsselgedanken verdeutlichen den Kern dieser Vision:
- Wir sind allesamt, so wie die Hand sich in fünf Finger teilt, Fragmente einer größeren Kreatur, welche die Menschheit selbst ist, eine neue und erhabene Lehre.
- Ein Individuum kann in einem von zwei Zuständen leben. In dem einen, dem geschäftigen, geteilten oder degenerierten Zustand besitzt es sich nicht selbst, sondern identifiziert sich mit seiner Tätigkeit oder einer monotonen Beschäftigung; in dem anderen, richtigen Zustand ist es zum Menschen erhoben, eines mit der gesamten Menschheit.
- Um diesen höheren Geisteszustand zu erreichen, muss der amerikanische Gelehrte alte Vorstellungen verwerfen und für sich selbst denken, um ein denkender Mensch anstelle eines einfachen Denkers oder schlimmer eines Papageis der Gedanken anderer Menschen, eines Opfers der Gesellschaft, eines faulen Geistes dieses Kontinents zu werden.
- Der amerikanische Gelehrte ist als denkender Mensch im Rahmen dieses Konzepts des einen Menschen verpflichtet, die Welt klar ins Auge zu fassen, nicht von traditionellen / historischen Sichtweisen stark beeinflusst, und sein Verständnis der Welt ständig durch einen frischen Blick zu erweitern, niemals dem Ruf des Volkes zu erliegen.

- - Die Ausbildung des Gelehrten besteht aus drei Zielen:
    1. die Natur zu erforschen und zu verstehen, was den Geist und die Person des Gelehrten einschließt.
    2. den Geist der Vergangenheit zu studieren: Literatur zu lesen, Kunst zu betrachten, Institutionen zu untersuchen.
    3. zu handeln und mit der Welt zu interagieren; nicht ein zurückgezogener Gelehrter zu werden, der aus der Ferne kommentiert.

  - Die Aufgabe des Gelehrten ist es, Menschen zu begeistern, aufzurufen und zu führen, indem er ihnen Tatsachen inmitten von Erscheinungen zeigt.

## Bedeutung
Oliver Wendell Holmes, Sr. erklärte, dass diese Rede Amerikas „Intellektuelle Unabhängigkeitserklärung“ sei.  Diese Rede, die auf der Aufmerksamkeit aufbaute, welche der Essay Nature erhalten hatte, festigte Emersons Popularität und Gewicht in Amerika für den Rest seines Lebens. Das Magazin der Phi Beta Kappa Society The American Scholar ist nach dieser Rede benannt.